# Spanyolország a 2011-es úszó-világbajnokságon
Spanyolország a 2011-es úszó-világbajnokságon 54 sportolóval vett részt.

## Érmesek
|     | Nemzet        | Arany | Ezüst | Bronz | Összesen |
| 22. | Spanyolország | 0     | 1     | 5     | 6        |

| Érem      | Név | Sport         | Esemény                             | Dátum      |
| --------- | --- | ------------- | ----------------------------------- | ---------- |
| Ezüstérem | Andrea Fuentes | Szinkronúszás | Egyéni szabad program szinkronúszás | július 20. |
| Bronzérem | Andrea Fuentes | Szinkronúszás | Egyéni rövid program szinkronúszás  | július 17. |
| Bronzérem | Ona Carbonell Andrea Fuentes | Szinkronúszás | Páros rövid program                 | július 18. |
| Bronzérem | Clara Basiana Alba Cabello Ona Carbonell Marga Crespi Andrea Fuentes Thais Henriquez Paula Klamburg Cristina Salvador Sara Gijon (tartalék) Irene Montrucchio (tartalék) | Szinkronúszás | Csapat rövid program szinkronúszás  | július 19. |
| Bronzérem | Ona Carbonell Andrea Fuentes | Szinkronúszás | Páros szabad program                | július 22. |
| Bronzérem | Clara Basiana Alba Cabello Ona Carbonell Marga Crespi Andrea Fuentes Sara Gijon Thais Henriquez Paula Klamburg Sara Gijon (tartalék) Cristina Salvador (tartalék)        | Szinkronúszás | Csapat szabad program szinkronúszás | július 23. |

## Műugrás
Férfi
| Versenyző            | Esemény                 | Selejtező | Selejtező | Elődöntő | Elődöntő | Döntő  | Döntő    |
| Versenyző            | Esemény                 | Pont      | Helyezés  | Pont     | Helyezés | Pont   | Helyezés |
| -------------------- | ----------------------- | --------- | --------- | -------- | -------- | ------ | -------- |
| Javier Illana Garcia | Férfi 1 méteres műugrás | 408.45    | 3 Q       |          |          | 402.40 | 5        |
| Javier Illana Garcia | Férfi 3 méteres műugrás | 427.95    | 11 Q      | 435.50   | 12 Q     | 429.00 | 9        |

Női
| Versenyző(k)                      | Esemény                     | Selejtező | Selejtező | Elődöntő            | Elődöntő            | Döntő               | Döntő               |
| Versenyző(k)                      | Esemény                     | Pont      | Helyezés  | Pont                | Helyezés            | Pont                | Helyezés            |
| --------------------------------- | --------------------------- | --------- | --------- | ------------------- | ------------------- | ------------------- | ------------------- |
| Jennifer Benitez                  | Női 1 méteres műugrás       | 232.50    | 21        |                     |                     | Nem jutott tovább   | Nem jutott tovább   |
| Jennifer Benitez                  | Női 3 méteres műugrás       | 261.30    | 25        | Nem jutott tovább   | Nem jutott tovább   | Nem jutott tovább   | Nem jutott tovább   |
| Leyre Eizaguirre                  | Női 1 méteres műugrás       | 189.95    | 37        |                     |                     | Nem jutott tovább   | Nem jutott tovább   |
| Leyre Eizaguirre                  | Női 3 méteres műugrás       | 263.05    | 24        | Nem jutottak tovább | Nem jutottak tovább | Nem jutottak tovább | Nem jutottak tovább |
| Jennifer Benitez Leyre Eizaguirre | Női 3 méteres szinkronugrás | 235.14    | 17        |                     |                     | Nem jutottak tovább | Nem jutottak tovább |

## Hosszútávúszás
Férfi
| Versenyző                   | Esemény                             | Döntő     | Döntő    |
| Versenyző                   | Esemény                             | Idő       | Helyezés |
| --------------------------- | ----------------------------------- | --------- | -------- |
| Hector Ruiz Perez           | Férfi 5 kilométeres hosszútávúszás  | 56:31.5   | 13       |
| Hector Ruiz Perez           | Férfi 10 kilométeres hosszútávúszás | 1:59:15.5 | 39       |
| Francisco Jose Hervas Jodar | Férfi 10 kilométeres hosszútávúszás | 1:54:34.3 | 6        |
| Francisco Jose Hervas Jodar | Férfi 25 kilométeres hosszútávúszás | 5:11:20.4 | 4        |

Női
| Versenyző               | Esemény                           | Döntő     | Döntő    |
| Versenyző               | Esemény                           | Idő       | Helyezés |
| ----------------------- | --------------------------------- | --------- | -------- |
| Marta Recio Paneque     | Női 5 kilométeres hosszútávúszás  | 1:01:01.9 | 18       |
| Erika Villaécija García | Női 10 kilométeres hosszútávúszás | 2:02:18.7 | 10       |
| Margarita Cabezas       | Női 10 kilométeres hosszútávúszás | 2:02:36.5 | 23       |
| Margarita Cabezas       | Női 25 kilométeres hosszútávúszás | 5:29:42.0 | 8        |
| Esther Nunez Morera     | Női 25 kilométeres hosszútávúszás | 5:38:09.6 | 13       |

## Úszás
Férfi
| Versenyző               | Esemény                     | Selejtező | Selejtező | Elődöntő          | Elődöntő          | Döntő             | Döntő             |
| Versenyző               | Esemény                     | Idő       | Helyezés  | Idő               | Helyezés          | Idő               | Helyezés          |
| ----------------------- | --------------------------- | --------- | --------- | ----------------- | ----------------- | ----------------- | ----------------- |
| Aschwin Wildeboer Faber | Férfi 50 méteres hátúszás   | 25.14     | 5 Q       | 24.99             | 4 Q               | 24.82             | 4                 |
| Aschwin Wildeboer Faber | Férfi 100 méteres hátúszás  | 54.14     | 11 Q      | 54.03             | 12                | Nem jutott tovább | Nem jutott tovább |
| Aschwin Wildeboer Faber | Férfi 200 méteres hátúszás  | DNS       | DNS       | Nem jutott tovább | Nem jutott tovább | Nem jutott tovább | Nem jutott tovább |
| Melquíades Álvarez      | Férfi 200 méteres mellúszás | 2:11.86   | 9 Q       | 2:12.15           | 14                | Nem jutott tovább | Nem jutott tovább |

Női
| Versenyző(k)                                                     | Esemény                          | Selejtező | Selejtező | Elődöntő          | Elődöntő          | Döntő               | Döntő               |
| Versenyző(k)                                                     | Esemény                          | Idő       | Helyezés  | Idő               | Helyezés          | Idő                 | Helyezés            |
| ---------------------------------------------------------------- | -------------------------------- | --------- | --------- | ----------------- | ----------------- | ------------------- | ------------------- |
| Melania Costa Schmid                                             | Női 200 méteres gyorsúszás       | 1:58.04   | 11 Q      | 1:57.83           | 10                | Nem jutott tovább   | Nem jutott tovább   |
| Melania Costa Schmid                                             | Női 400 méteres gyorsúszás       | 4:07.02   | 6 Q       |                   |                   | 4:09.66             | 8                   |
| Melania Costa Schmid                                             | Női 800 méteres gyorsúszás       | DNS       | DNS       |                   |                   | Nem jutott tovább   | Nem jutott tovább   |
| Erika Villaecija Garcia                                          | Női 800 méteres gyorsúszás       | 8:29.13   | 11        |                   |                   | Nem jutott tovább   | Nem jutott tovább   |
| Erika Villaecija Garcia                                          | Női 1500 méteres gyorsúszás      | 16:12.45  | 8 Q       |                   |                   | 16:09.71            | 7                   |
| Mercedes Peris                                                   | Női 50 méteres hátúszás          | 28.46     | 10 Q      | 27.93             | 2 Q               | 28.42               | 8                   |
| Mercedes Peris                                                   | Női 100 méteres hátúszás         | 1:01.55   | 18        | Nem jutott tovább | Nem jutott tovább | Nem jutott tovább   | Nem jutott tovább   |
| Duane da Rocha                                                   | Női 100 méteres hátúszás         | 1:01.19   | 13 Q      | 1:00.55           | 14                | Nem jutott tovább   | Nem jutott tovább   |
| Duane da Rocha                                                   | Női 200 méteres hátúszás         | 2:10.41   | 13        | 2:10.74           | 14                | Nem jutott tovább   | Nem jutott tovább   |
| Marina García                                                    | Női 100 méteres mellúszás        | 1:08.42   | 13 Q      | 1:08.81           | 16                | Nem jutott tovább   | Nem jutott tovább   |
| Marina García                                                    | Női 200 méteres mellúszás        | 2:26.96   | 5 Q       | 2:25.79           | 9                 | Nem jutott tovább   | Nem jutott tovább   |
| Judit Ignacio Sorribes                                           | Női 100 méteres pillangóúszás    | 59.52     | 23        | nem jutott tovább | nem jutott tovább | nem jutott tovább   | nem jutott tovább   |
| Judit Ignacio Sorribes                                           | Női 200 méteres pillangóúszás    | 2:10.48   | 19        | Nem jutott tovább | Nem jutott tovább | Nem jutott tovább   | Nem jutott tovább   |
| Mireia Belmonte Garcia                                           | Női 200 méteres pillangóúszás    | 2:08.34   | 6 Q       | 2:07.94           | 9                 | Nem jutott tovább   | Nem jutott tovább   |
| Mireia Belmonte Garcia                                           | Női 200 méteres vegyesúszás      | 2:11.38   | 2 Q       | 2:12.37           | 10                | Nem jutott tovább   | Nem jutott tovább   |
| Mireia Belmonte Garcia                                           | Női 400 méteres vegyesúszás      | 4:36.36   | 2 Q       |                   |                   | 4:34.94             | 4                   |
| Duane de Rocha Marina García Judit Ignacio Sorribes Maria Fuster | Női 4 × 100 méteres vegyes váltó | 4:03.98   | 12        |                   |                   | Nem jutottak tovább | Nem jutottak tovább |

## Szinkronúszás
Női
| Versenyző(k) | Esemény               | Selejtező | Selejtező | Döntő  | Döntő     |
| Versenyző(k) | Esemény               | Pont      | Helyezés  | Pont   | Helyezés  |
| --- | --------------------- | --------- | --------- | ------ | --------- |
| Andrea Fuentes | Egyéni rövid program  | 94.600    | 3 Q       | 95.300 | Bronzérem |
| Andrea Fuentes | Egyéni szabad program | 96.010    | 2 Q       | 96.520 | Ezüstérem |
| Ona Carbonell Andrea Fuentes | Páros rövid program   | 94.400    | 3 Q       | 95.400 | Bronzérem |
| Ona Carbonell Andrea Fuentes | Páros szabad program  | 96.020    | 3 Q       | 96.500 | Bronzérem |
| Clara Basiana Alba Cabello Ona Carbonell Marga Crespi Andrea Fuentes Thais Henriquez Paula Klamburg Cristina Salvador Sara Gijon (tartalék) Irene Montrucchio (tartalék) | Csapat rövid program  | 95.700    | 3 Q       | 96.000 | Bronzérem |
| Clara Basiana Alba Cabello Ona Carbonell Marga Crespi Andrea Fuentes Sara Gijon Thais Henriquez Paula Klamburg Sara Gijon (tartalék) Cristina Salvador (tartalék)        | Csapat szabad program | 96.030    | 3 Q       | 96.090 | Bronzérem |
| Clara Basiana Alba Cabello Ona Carbonell Marga Crespi Andrea Fuentes Sara Gijon Thais Henriquez Paula Klamburg Irene Montrucchio Cristina Salvador                       | Kombinációs kűr       | 95.640    | 3 Q       | 95.740 | 4         |

## Vízilabda

### Férfi
Kerettagok
- Inaki Morillo
- Mario Rodriguez
- Eric Marti
- Francisco Fernandez
- Guillermo Rios – Kapitány
- Marc Alferez
- Marc Barcelo
- Albert Lifante
- Xavier Trias
- Felipe Rocha
- Ivan Vargas
- Javier Gadea
- Daniel Pinedo

#### A csoport
| Csapat        | M | Gy | D | V | G+ | G– | Gk  | P |
| ------------- | - | -- | - | - | -- | -- | --- | - |
| Magyarország  | 3 | 3  | 0 | 0 | 39 | 26 | +13 | 6 |
| Montenegró    | 3 | 2  | 0 | 1 | 35 | 23 | +12 | 4 |
| Spanyolország | 3 | 1  | 0 | 2 | 36 | 26 | +10 | 2 |
| Kazahsztán    | 3 | 0  | 0 | 3 | 15 | 50 | –35 | 0 |

| 2011. július 18. 10:50 | Kazahsztán           | 5 – 18      | Spanyolország  | Sanghaj Nézőszám: 550 Játékvezetők: Cabral (BRA), Rotsart (USA) |
| 2011. július 18. 10:50 | (1–3, 0–4, 2–5, 2–6) |             |                | Sanghaj Nézőszám: 550 Játékvezetők: Cabral (BRA), Rotsart (USA) |
| 2011. július 18. 10:50 | Zsiljajev 3          | Jegyzőkönyv | négy játékos 3 | Sanghaj Nézőszám: 550 Játékvezetők: Cabral (BRA), Rotsart (USA) |

| 2011. július 20. 18:20 | Spanyolország        | 7 – 9       | Montenegró          | Sanghaj Nézőszám: 650 Játékvezetők: Caputi (ITA), Bock (GER) |
| 2011. július 20. 18:20 | (1–3, 1–2, 2–1, 3–3) |             |                     | Sanghaj Nézőszám: 650 Játékvezetők: Caputi (ITA), Bock (GER) |
| 2011. július 20. 18:20 | Alferez, Vallès 2    | Jegyzőkönyv | Janović, Brguljan 2 | Sanghaj Nézőszám: 650 Játékvezetők: Caputi (ITA), Bock (GER) |

| 2011. július 22. 17:00 | Magyarország         | 12 – 11     | Spanyolország | Sanghaj Nézőszám: 650 Játékvezetők: Peris (CRO), Koganov (AZE) |
| 2011. július 22. 17:00 | (5–5, 4–3, 2–1, 1–2) |             |               | Sanghaj Nézőszám: 650 Játékvezetők: Peris (CRO), Koganov (AZE) |
| 2011. július 22. 17:00 | Madaras, Hárai 3     | Jegyzőkönyv | Vargas 3      | Sanghaj Nézőszám: 650 Játékvezetők: Peris (CRO), Koganov (AZE) |

#### A negyeddöntőbe jutásért
| 28. mérkőzés 2011. július 24. 15:30 | Spanyolország        | 9 – 8       | Ausztrália      | Sanghaj Nézőszám: 750 Játékvezetők: Brgulian (MNE), Rotsart (USA) |
| 28. mérkőzés 2011. július 24. 15:30 | (2–1, 3–1, 3–4, 1–2) |             |                 | Sanghaj Nézőszám: 750 Játékvezetők: Brgulian (MNE), Rotsart (USA) |
| 28. mérkőzés 2011. július 24. 15:30 | Perrone, García 3    | Jegyzőkönyv | három játékos 2 | Sanghaj Nézőszám: 750 Játékvezetők: Brgulian (MNE), Rotsart (USA) |

#### Negyeddöntő
| 38. mérkőzés 2011. július 26. 21:00 | Olaszország          | 10 – 6      | Spanyolország | Sanghaj Nézőszám: 650 Játékvezetők: Margeta (SLO), Naumov (RUS) |
| 38. mérkőzés 2011. július 26. 21:00 | (2–1, 3–3, 3–1, 2–1) |             |               | Sanghaj Nézőszám: 650 Játékvezetők: Margeta (SLO), Naumov (RUS) |
| 38. mérkőzés 2011. július 26. 21:00 | Figlioli 4           | Jegyzőkönyv | hat játékos 1 | Sanghaj Nézőszám: 650 Játékvezetők: Margeta (SLO), Naumov (RUS) |

#### Az 5–8. helyért
| 42. mérkőzés 2011. július 28. 15:30 | Montenegró           | 9 – 10      | Spanyolország | Sanghaj Nézőszám: 1100 Játékvezetők: Alexandrescu (ROU), Naumov (RUS) |
| 42. mérkőzés 2011. július 28. 15:30 | (2–2, 3–5, 2–1, 2–2) |             |               | Sanghaj Nézőszám: 1100 Játékvezetők: Alexandrescu (ROU), Naumov (RUS) |
| 42. mérkőzés 2011. július 28. 15:30 | Radović 3            | Jegyzőkönyv | Vallès 3      | Sanghaj Nézőszám: 1100 Játékvezetők: Alexandrescu (ROU), Naumov (RUS) |

#### Az 5. helyért
| 46. mérkőzés 2011. július 30. 10:55 | Egyesült Államok     | 10 – 11     | Spanyolország               | Sanghaj Nézőszám: 350 Játékvezetők: Ciric (SRB), Flahive (AUS) |
| 46. mérkőzés 2011. július 30. 10:55 | (0–4, 3–2, 3–2, 4–3) |             |                             | Sanghaj Nézőszám: 350 Játékvezetők: Ciric (SRB), Flahive (AUS) |
| 46. mérkőzés 2011. július 30. 10:55 | Varellas 3           | Jegyzőkönyv | Molina Rios, Perez Vargas 3 | Sanghaj Nézőszám: 350 Játékvezetők: Ciric (SRB), Flahive (AUS) |

### Női

#### C csoport
| Csapat        | M | Gy | D | V | G+ | G– | Gk  | P |
| ------------- | - | -- | - | - | -- | -- | --- | - |
| Görögország   | 3 | 3  | 0 | 0 | 27 | 22 | +5  | 6 |
| Oroszország   | 3 | 2  | 0 | 1 | 38 | 18 | +20 | 4 |
| Spanyolország | 3 | 1  | 0 | 2 | 29 | 32 | –3  | 2 |
| Brazília      | 3 | 0  | 0 | 3 | 16 | 38 | –22 | 0 |

| 2011. július 17. 16:20 | Görögország          | 10 – 9      | Spanyolország | Sanghaj Nézőszám: 450 Játékvezetők: Gideon Remnet (NED), Mark Koganov (AZE) |
| 2011. július 17. 16:20 | (2–3, 3–1, 3–2, 2–3) |             |               | Sanghaj Nézőszám: 450 Játékvezetők: Gideon Remnet (NED), Mark Koganov (AZE) |
| 2011. július 17. 16:20 | Gerolymou 3          | Jegyzőkönyv | Sorli 3       | Sanghaj Nézőszám: 450 Játékvezetők: Gideon Remnet (NED), Mark Koganov (AZE) |

| 2011. július 19. 12:10 | Spanyolország        | 8 – 18      | Oroszország  | Sanghaj Nézőszám: 250 Játékvezetők: Flahive (AUS), Deslieres (CAN) |
| 2011. július 19. 12:10 | (1–4, 3–4, 3–6, 1–4) |             |              | Sanghaj Nézőszám: 250 Játékvezetők: Flahive (AUS), Deslieres (CAN) |
| 2011. július 19. 12:10 | három játékos 2      | Jegyzőkönyv | Prokofjeva 5 | Sanghaj Nézőszám: 250 Játékvezetők: Flahive (AUS), Deslieres (CAN) |

| 2011. július 21. 09:30 | Brazília             | 4 – 12      | Spanyolország | Sanghaj Nézőszám: 450 Játékvezetők: Rustamova (UZB), Margeta Boris (SLO) |
| 2011. július 21. 09:30 | (0–3, 2–4, 0–3, 2–2) |             |               | Sanghaj Nézőszám: 450 Játékvezetők: Rustamova (UZB), Margeta Boris (SLO) |
| 2011. július 21. 09:30 | Carvalho 2           | Jegyzőkönyv | Gil Sorli 5   | Sanghaj Nézőszám: 450 Játékvezetők: Rustamova (UZB), Margeta Boris (SLO) |

#### A negyeddöntőbe jutásért
| 30. mérkőzés 2011. július 23. 21:00 | Spanyolország        | 6 – 15      | Kína          | Sanghaj Játékvezetők: Stavridis (GRE), Naumov (RUS) |
| 30. mérkőzés 2011. július 23. 21:00 | (2–7, 1–2, 2–3, 1–3) |             |               | Sanghaj Játékvezetők: Stavridis (GRE), Naumov (RUS) |
| 30. mérkőzés 2011. július 23. 21:00 | Gil Sorli 3          | Jegyzőkönyv | Ma Huanhuan 5 | Sanghaj Játékvezetők: Stavridis (GRE), Naumov (RUS) |

#### A 9–12. helyért
| 34. mérkőzés 2011. július 25. 12:40 | Magyarország         | 17 – 13     | Spanyolország | Sanghaj Nézőszám: 450 Játékvezetők: Deslieres (CAN), Wengenroth (SUI) |
| 34. mérkőzés 2011. július 25. 12:40 | (5–3, 5–3, 4–3, 3–4) |             |               | Sanghaj Nézőszám: 450 Játékvezetők: Deslieres (CAN), Wengenroth (SUI) |
| 34. mérkőzés 2011. július 25. 12:40 | Bujka 5              | Jegyzőkönyv | Gil Sorli 5   | Sanghaj Nézőszám: 450 Játékvezetők: Deslieres (CAN), Wengenroth (SUI) |

#### A 11. helyért
| 39. mérkőzés 2011. július 27. 09:30 | Új-Zéland            | 7 – 15      | Spanyolország | Sanghaj Nézőszám: 250 Játékvezetők: Deslieres (CAN), Cabral (BRA) |
| 39. mérkőzés 2011. július 27. 09:30 | (2–3, 1–6, 2–4, 2–2) |             |               | Sanghaj Nézőszám: 250 Játékvezetők: Deslieres (CAN), Cabral (BRA) |
| 39. mérkőzés 2011. július 27. 09:30 | Mason, Sieprath 2    | Jegyzőkönyv | Gil Sorli 7   | Sanghaj Nézőszám: 250 Játékvezetők: Deslieres (CAN), Cabral (BRA) |